# 戸沼幸市
戸沼 幸市（とぬま こういち、1933年4月19日 - ）は、日本の都市計画家。建築家。工学博士。早稲田大学名誉教授。
日本都市計画学会会長、早稲田大学専門学校校長、早稲田大学芸術学校初代校長、新宿区都市計画審議会会長、
及び第一生命財団理事等を歴任。2016年瑞宝中綬章受章。

## 略歴
青森県西津軽郡鰺ヶ沢町生まれ、北海道函館市育ち。1970年から東京都の景観をつくる都民会議に参画。1979年から1985年まで、国土庁首都改造計画委員会委員、1990年から1992年まで首都機能移転に関する懇談会委員。
1959年、早稲田大学理工学部建築学科卒業。同大学大学院に進学する。1966年、博士課程修了。学位を取得し、建築学科都市計画コース講師に任用される。1972年助教授となり、都市計画の戸沼研究室発足。1975年から1年間、ギリシャEKISTICSセンター特別研究員を務める。1977年から2004年早稲田大学教授として後進を指導する。1993年から2001年までは早稲田大学専門学校及び早稲田大学芸術学校の校長を務めた。
後に象設計集団を設立する3人らと取り組んだ「二十一世紀の日本」コンペティション総理府総合賞受賞に貢献。その他1982年「あづましい未来の津軽」で都市計画学会石川賞、1989年IFHP The fiowing Mertopolis で最優秀賞、1994年オホーツクまちなみ整備で最優秀賞を受賞している。
2016年11月、瑞宝中綬章を受章。
著書に『人間尺度論』（彰国社、1978年）『人口尺度論』（彰国社、1980年）『遷都論』『まちづくりの哲学』（彰国社、1991年）などがある。

## 主な作品
（建築等）
- 中新田町街路整備花と緑の商店街 1986年
- 掛川駅新幹線駅舎及び駅前広場 1988年
- 中新田町立鳴瀬小学校 1988年（東北建築賞受賞）
- パーソンズビル
- 三春町三郷中学校
- マニンビル
- 大宮市総合研修センター
- 都幾川村文化体育センター
- 東京家政大学教育会館
- 春野町図書館と歴史民俗資料館・生涯学習センター構想 1990年
- 美星町中世夢が丘 1991年
- 県立宮城大学キャンパス 1997年
- 青森県鰺ヶ沢町日本海拠点館 1997年
- 早稲田実業キャンパス 1999年-2001年
- 早稲田大学正門前整備 2000年-2006年
- 亘理町城下町型街灯 1990年-1992年

（まちづくり）
- 埼玉県草加市 1977年
- 埼玉県川口市 1978年
- 函館市函館の未来函館圏構想 1979年-2003年
- 北区まちづくり基本構想 1981年-2003年
- 東京都練馬区 1986年-1999年
- 世田谷区景観まちづくり参画 1985年-1991年
- 新宿区新宿学講座 1988年-2003年
- 足立区まちづくり大学 1990年-2003年
- 北海道東北こくとう銀河プラン 1994年-1997年

（都市計画等）
- 道州制構想・生態都市圏構想 1970年
- 北上京新首都計画・遷都計画 1970年、1983年
- 青函圏構想第二国土軸における役割構想計画 1970年-2003年
- 津軽地域まちづくりとむらづくり 1978年-1982年
- 弘前市2001年まちの姿 1983年
- 台湾板橋駅西開発計画 1992年
- みやぎエコポリス・21世紀のみやぎ・総合計画 1993年-1997年
- 飛越地域広域連携整備 1994年-1996年
- 文京区景観整備と都市計画 1994年-2003年
- 東首都軸構想 1995年
- 早稲田大学西早稲田キャンパス計画 1996年-1999年
- 北東北環十和田プラネット北東北交流圏高層 1995年-1999年
- パリ景観調査 フランス・パリ市 1999年
- 大宮・横浜業務拡都市展都事例調査 2000年-2003年
- 中国東北郡都市調査 2001年
- 向島町まちづくりプラン 2002年-2003年